# Michael Rockefeller
Pour les articles homonymes, voir Rockefeller.
Michael Clark Rockefeller (né le 26 mai 1938 – disparu le 19 novembre 1961  déclaré mort en 1964) est le fils cadet du vice-président des États-Unis Nelson Rockefeller. 
Il disparaît lors d'une expédition en Nouvelle-Guinée néerlandaise destinée à acheter des armes traditionnelles asmat en vue d'une exposition prévue aux États-Unis.

## Biographie
Diplômé de l'université d'Harvard avec mention assez bien en 1960, Michael C. Rockefeller sert dans l'US Army pendant six mois. 
Il part ensuite en expédition pour le département Peabody Museum of Archaeology and Ethnology d'Harvard afin d'étudier la population dani du côté ouest de la Nouvelle-Guinée néerlandaise. L'expédition permet de produire le documentaire Dead Birds (1965) de Robert Gardner pour lequel Michael C. Rockefeller est preneur de son. Michael C. Rockefeller souhaite alors retourner en Nouvelle-Guinée néerlandaise pour étudier l'art asmat et en faire une collection.

## Circonstances de la disparition
Le 17 novembre 1961, Michael C. Rockefeller et l'anthropologue néerlandais René Wassing naviguent sur une pirogue de 40 pieds, à trois milles de la côte, quand leur bateau prend l'eau et chavire. Les deux guides locaux qui les accompagnent partent à la nage chercher de l'aide, mais celle-ci tarde à venir et les deux hommes continuent à dériver. 
Au matin du 19 novembre, Rockefeller indique à Wassing qu'il se sent capable de nager jusqu'à la côte chercher les secours. Âgé de 23 ans, il n'est jamais revenu. René Wassing est sauvé le lendemain matin, à 22 miles des côtes. Le corps de Michael C. Rockefeller n'est pas retrouvé en dépit des grands moyens déployés. Michael C. Rockfeller est finalement déclaré mort en 1964. 
Une partie des pièces d'art ethnique asmat de la collection de Michael Rockefeller est exposée au Metropolitan Museum of Art à New York, dans une aile qui porte son nom.

### Spéculations
Le corps n'ayant jamais été retrouvé, les spéculations sont nombreuses sur les circonstances de la mort de Michael C. Rockefeller. S'il est possible qu'il soit mort d'épuisement, de noyade, ou qu'il ait été attaqué par un crocodile, certains enquêteurs pensent qu'il a été tué après son arrivée sur le rivage. 
En 1968, un témoignage indique qu'il a été mangé par des guerriers anthropophages d'une tribu asmat. En 1969, le journaliste Milt Machlin (en) prétend avoir les preuves qu'il a été tué par des habitants du village d'Otsjanep en représailles de la mort de plusieurs de leurs chefs, tués par une patrouille militaire néerlandaise en 1958. Tobias Schneebaum affirme dans son documentaire Keep the River on Your Right: A Modern Cannibal Tale (en), réalisé en 2000, que Michael C. Rockefeller a bien été capturé et mangé.

### Filmographie
- Welcome to the Jungle, film américain réalisé par Jonathan Hensleigh (2007).